# Émilie Desjeux

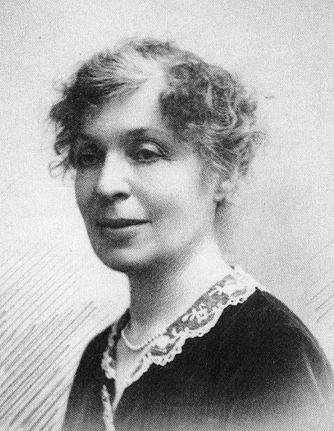
Émilie Desjeux um 1930

Émilie Desjeux (* 9. Oktober 1861 in Joigny; † 23. April 1957 in Bussy-en-Othe) war eine französische Malerin.

## Leben
In ihrer Jugend zog Émilie Desjeux mit der Familie, die eine Metzgerei betrieb, nach Paris, wo sie anfing, sich ernsthaft mit der Malerei zu beschäftigen. In Paris studierte Émilie Desjeux an mehreren Kunstschulen. An der Académie Julian wurde sie Schülerin von William Adolphe Bouguereau (1825–1905), der ihre künstlerische Begabung hervorhob und sie als seine beste Schülerin bezeichnete. Nach dem Abschluss der Académie Julian stellte Desjeux ihre Werke an der Gesellschaft der französischen Künstler (französisch Société des Artistes Français) aus.
Im Jahr 1900 nahm sie an der Pariser Weltausstellung teil, wo sie mit einer Medaille ausgezeichnet wurde. An der Wende vom 19. zum 20. Jahrhundert nahm Émilie Desjeux an der Gründung der Gesellschaft der Frauen-Künstlerinnen teil und öffnete in Paris ihre Kunstschule für Mädchen in der Rue du Bac und später in der Rue Visconti. Émilie Desjeux bereiste Europa, war oft in England, Italien und Holland. Ihre Eindrücke verarbeitete sie in Skizzenalben sowie Notizbüchern.
In der Kunst war Desjeux Anhängerin akademischer Kunst und ließ sich nicht von anderen Kunstrichtungen beeinflussen.
1906 wurde Émilie Desjeux mit der Ausführung eines großen Gemäldes vom Stadtrat von Auxerre beauftragt. Es sollte ein historisches Ereignis dargestellt werden: Am 4. September 1904 hielt Émile Combes, Präsident des Rates in Auxerre seine große Rede über die Trennung von Kirche und Staat. 1908 wurde das Gemälde «Rede von Émile Combes» (Größe 252 × 130 cm) im Stadtmuseum Auxerre (Musée Leblanc-Duvernoy) ausgestellt. Leinwände, Aquarelle, Pastelle, Porträts und Skizzenalben von Émilie Desjeux sind im Museum der Abtei Saint-Germain d’Auxerre zusammengefasst. Manche Werke befinden sich in Privatsammlungen.
Émilie Desjeux blieb ihrer Heimat ihr Leben lang verbunden. Sie starb im Jahr 1957 im Alter von 95 Jahren in Bussy-en-Othe, wo sie auf dem Stadtfriedhof zusammen mit ihren Eltern und ihrem Bruder ruht.

## Werke (Auswahl)
- Rede von Präsident des Rates Émile Combes in Auxerre. 1908, Ölgemälde, 125 × 256 cm, („Le banquet d'inauguration du marché couvert à Auxerre“,[1] Museen d’Auxerre, inv.:1910.8)
- Scherenschleifer, 1896, Ölgemälde, 180 × 111 cm, („Le rémouleur“,[2] Museen d’Auxerre, inv.:1901.1)
- Mandoline spielende Tänzerin. 1890–1905, Ölgemälde, 41 × 33 cm,[3] (private collection)
- Selbstporträt. 1931, Pastell, („Self-Portrait“,[4] ?)
- Venedig bei Mondschein. Pastell, 37 × 43 cm, („Venise au clair de lune“,[5] Museen d’Auxerre, inv.:2006.4.1)
- Kleiner Junge isst. 1887, Ölgemälde, 81,28 × 63,50 cm,[6] (Weschler's, lot 339, Dec 6, 2013)

## Bedeutende Auszeichnungen
- 1890 Ordre des Palmes Académiques, Officier (Offizier)